# Túnica de Nessos

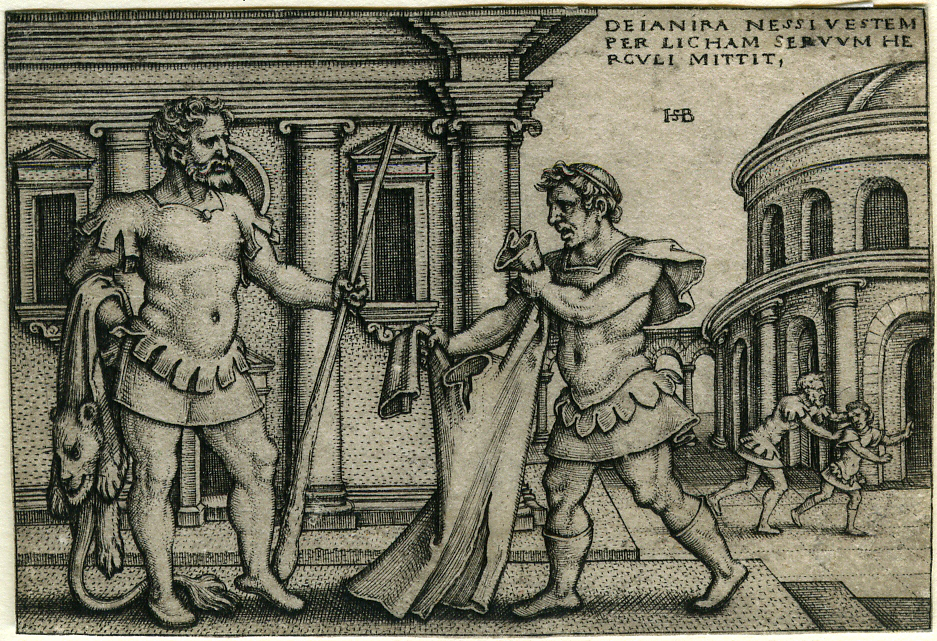
Licas donant la túnica de Nessos a Hèrcules (el nom d'Hèracles en la mitologia romana), de Hans Sebald Beham (1542–1548)

La túnica de Nessos és un objecte mitològic, la peça de roba enverinada que va matar Hèracles. La seva esposa Deianira, gelosa perquè creia que l'enganyava, va fer-li posar aquesta túnica, en realitat un quitó, que estava xop de la sang del centaure Nessos. Aquest, al moment de la seva mort, per venjar-se de l'heroi que l'havia ferit amb la seva sageta enverinada havia fet creure a la seva dona Deianira que, amb la túnica tacada de la seva sang i el verí de l'Hidra, Hèracles la tornaria a estimar. En posar-se-la, però, l'heroi va notar una cremor aguda i va morir a l'acte. Deianira, quan va veure el que havia passat, va maleir la túnica i es va suïcidar. Des de llavors, l'expressió «túnica de Nessos» és sinònim d'una gran desgràcia.
El motiu de la peça de vestir enverinada apareix també com un sortilegi de Medea per castigar un home que la volia deixar. Fora de la mitologia grega, és present entre les llegendes de l'Índia fins ben entrat el segle xix, sense que estigui provat que l'origen sigui la història de Nessos, ja que podria ser un motiu folklòric comú.